# Bibliotheksklassifikation
Eine Bibliotheksklassifikation ist eine Klassifikation, die in Bibliotheken zur Ordnung der Bibliotheksbestände verwendet wird. In der Regel handelt es sich um Allgemeinsystematiken, die nicht auf einen Fachbereich beschränkt sind, und Aufstellungssystematiken, nach denen die physischen Bestände aufgestellt werden.

## Übliche Bibliotheksklassifikationen

### Klassifikationen fürÖffentliche Bibliotheken
- Allgemeine Systematik für Öffentliche Bibliotheken (ASB)
- Klassifikation für Allgemeinbibliotheken (KAB)
- Systematik für Bibliotheken (SfB)
- Systematik der Stadtbibliothek Duisburg (SSD)
- Österreichische Systematik für Öffentliche Bibliotheken (ÖSÖB)
- Sachbuch-Systematik für katholische öffentliche Büchereien erweiterte Fassung (SKB-E)
- Systematik für evangelische Büchereien (SEB)
- Einheitssystematik für Südtiroler Bibliotheken (ESSB)

### Allgemeinklassifikationen fürWissenschaftliche Bibliotheken
- Regensburger Verbundklassifikation (RVK)
- Aufstellungssystematik der Gesamthochschulbibliotheken des Landes Nordrhein-Westfalen (GHB)
- TUM-Systematik naturwissenschaftlich-technische Systematik der  Technischen Universität München
- Basisklassifikation (BK)
- Dezimalklassifikation:
  - Dewey-Dezimalklassifikation (DDC)
  - Universelle Dezimalklassifikation (UDK)
- Library of Congress Classification (LCC)
- Bibliothekarisch-bibliografische Klassifikation (BBK)
- Bremer Systematik der Staats- und Universitätsbibliothek Bremen
- Göttinger Online Klassifikation (GOK)
- Chinesische Bibliotheksklassifikation